# Yuppie
"Yuppie" é uma derivação da sigla abreviatura de "Young Urban Professional" é um termo anglófono cunhado no início dos anos 80 para um jovem profissional que trabalha numa cidade, ou seja, Jovem Profissional Urbano.
É usado para referir-se a jovens profissionais entre os 20 e os 40 anos de idade, geralmente de situação financeira intermediária entre a classe média e a classe alta. Os ‘yuppies’, em geral, possuem formação universitária, trabalham nas suas profissões de formação e seguem as últimas tendências da moda. O termo também passou a ser utilizado no Brasil e em Portugal sem tradução, e com o mesmo significado adotado na língua inglesa.
Ocasionalmente, o termo é utilizado com certa carga pejorativa, como um rótulo, um estereótipo, tanto em países de língua inglesa (nos EUA, por exemplo, onde a expressão surgiu) quanto também no Brasil ou em Portugal.

## História
A primeira aparição impressa da palavra foi em maio de 1980, no artigo de Dan Rottenberg para a revista Chicago. Rottenberg relatou em 2015 que não inventou o termo, ouviu outras pessoas usá-lo e, na época, ele entendia-o como um termo demográfico bastante neutro. No entanto, o seu artigo observou as questões de deslocamento socioeconómico que podem ocorrer como resultado do aumento desse corte populacional no centro da cidade. Joseph Epstein foi creditado por cunhar o termo em 1982, embora isso seja contestado. O termo ganhou popularidade nos Estados Unidos em 1983, quando o colunista de jornal sindicalizado Bob Greene publicou uma história sobre um grupo de redes de negócios fundados em 1982 pelo ex-líder radical Jerry Rubin, ex-integrante do Youth International Party (Partido Internacional da Juventude), cujos membros foram chamados "yippies". Greene disse que ouviu pessoas do grupo de networking (que se reuniram no Studio 54 ao som de música clássica suave) brincando que Rubin "passou de um yippie para um yuppie". A manchete da história de Greene era "De Yippie a Yuppie".

## Estereótipo
O termo "yuppie" descreve um conjunto de atributos e traços de comportamento que vieram a constituir um estereótipo que se acredita ser comum nos EUA, Inglaterra e outros países do ocidente.
De fato, as transformações pelas quais passou o mundo durante os anos 80 foram responsáveis por alterar profundamente a ideologia e as relações pessoais entre os grupos de jovens adultos. A ascensão da era Ronald Reagan/Thatcher foi parcialmente responsável pelo surgimento do yuppie. As políticas promovidas por Reagan e Thatcher tiveram um papel fundamental em transformar as relações entre o indivíduo e a sociedade. Com a sistemática diminuição dos gastos do governo, diminuição da carga de impostos e progressiva transferência do poder do Estado para o setor privado por meio de privatizações, gerou-se uma mudança significativa das sociedades ocidentais e da mentalidade dos seus cidadãos, o que em conjunto com o boom de crescimento economico gerado por tais políticas, resultou numa nova mentalidade focada no indivíduo e na satisfação dos anseios do mesmo. Ao mesmo tempo, a queda do Muro de Berlim consolida a hegemonia do Capitalismo. Assim, as décadas de 80 e 90 se caracterizaram pela retração das ideologias de cunho coletivista e pela ascensão de uma ideologia focada no indivíduo. Assim, o sucesso profissional e o consumo de bens materiais ganharam importância incrementada na sociedade.
Normalmente, os yuppies são mais conservadores que a geração anterior, hippie. Deixando de lado as causas sociais abraçadas por aquela geração (a qual havia deixado de lado valores tradicionais), os yuppies tendem a ser antes de mais nada profissionais. Tendem também a valorizar bens materiais (especialmente objetos da última moda). Particularmente isto se aplica a investimentos em bolsas de valores, automóveis importados, inovações para residências e aparatos tecnológicos, como telemóveis (no Brasil, "telefones celulares") mais sofisticados, computadores portáteis, etc.
Porém, a perseguição em ritmo intenso destes bens materiais tem muitas vezes consequências indesejadas. Quase sempre com pressa, buscam itens e serviços de conveniência. A escassez excessiva de tempo pode prejudicar as suas relações familiares. A busca pela manutenção do seu estilo de vida pode significar "stress" e exaustão mental. Podem ter de mudar frequentemente de residência por razões de trabalho, às vezes resultando disto mais tensões familiares. Este estilo de vida agitado em demasia recebeu a denominação em inglês de rat race (mais ou menos como "corrida insana").
Altamente influenciados por um ambiente competitivo nas corporações, eles frequentemente valorizam aqueles comportamentos que descobriram serem úteis para galgar postos mais altos e, por consequência, maior renda e status. Frequentemente levam os seus valores corporativos para o lar, para as esposas e filhos.
De acordo com o estereótipo, existe um certo ar de informalidade entre eles; ainda que haja uma série de atividades regulares de grande parte dos mesmos, desde a prática de squash, golfe e ténis até almoçar em casas de sushi ou em bares da moda que servem coquetéis.

## Com o tempo, o que ocorre com o "YUPPIES"?
Uma questão interessante é: "O que acontece a estes profissionais jovens e ambiciosos quando envelhecem?"
Alguns destes profissionais tornam-se estabilizados e bem estabelecidos nas suas carreiras, e não necessitam mais ser tão ambiciosos quanto antes. Outros descobrem serem prósperos o suficiente para se aposentarem cedo.
Outros reconsideram o seu estilo de vida. Alguns passam por uma crise de meia-idade (um estado de desilusão experimentado em todos os grupos socioeconômicos, ocorrendo por volta dos 40 anos de idade, e atingido quando a pessoa toma consciência de que não é mais tão jovem, passando a refletir sobre o que fez com a própria vida. É considerado também por muitos como um processo de reflexão e de auto atualização que pode continuar até o final da vida). Alguns yuppies podem achar que seu estilo de vida falhou em fornecer-lhes um significado para a sua própria vida, após terem gasto um tempo desproporcional unicamente preocupado com as suas carreiras.

## No cinema
De vários exemplos, o filme Clube da luta (1999) mostra o designado "executivo yuppie".
Neste filme, o personagem de Edward Norton é um executivo que trabalha como investigador de seguros, mora confortavelmente, mas sua ansiedade o faz conviver com pessoas problemáticas como a viciada Marla Singer (Helena Bonham Carter) e a conhecer estranhos como Tyler Durden (Brad Pitt). Misterioso e cheio de ideias, Tyler apresenta para o narrador um grupo secreto que se encontra para extravasar as suas angústias e tensões através de violentos combates corporais. (RC)
No filme Wall Street(1987), Bud Fox, personagem de Charlie Sheen, resume bem o conceito de Jovem Profissional Urbano. Trabalhando numa corretora de valores, Fox desfruta o seu dinheiro com restaurantes sofisticados e eletroeletrônicos avançados para a época. Além disso, rejeita os valores do passado, representados pela figura do seu pai, vivido por Martin Sheen, em favor de um estilo de vida hedonista. Bud fox, é extremamente materialista e liga a palavra felicidade aos prazeres que a sua carreira pode-lhe proporcionar. Michael Douglas, que vive "Gordon Gekko" no mesmo filme, também apresenta inúmeras características da cultura Yuppie (mesmo rico, continua trabalhando incansavelmente, gosta de novidades tecnológicas etc), mas, como está representando um homem com mais de 40 anos o termo deixaria de ser apropriado. Ao que parece, Gordon Gekko é a representação de um ex-yuppie na meia-idade.
Também no filme Psicopata Americano pode se ter uma ideia de um yuppie, onde o serial killer Patrick Bateman (vivido por Christian Bale) é descrito como o yuppie ideal.
Outro filme que representa esse estilo de vida é O Lobo de Wall Street, onde o personagem de Leonardo DiCaprio é um simples corretor que abre uma empresa e a leva a ascensão. Adotando um estilo de vida cheio de drogas, festas e prostitutas, Belfort usa e abusa dos seus milhões, gastando com iates, ferraris e mansões.

## Termos relacionados
Em língua inglesa criaram-se outros termos, tais como yumpie (redução de "Young Upwardly-Mobile Person", "Pessoa Jovem em Ascensão"), e ainda bumpie, este último às vezes utilizado para designar yuppies negros (afro-americanos). Estes termos, porém, não são ainda utilizados nos países lusófonos.
Há um fenômeno social relativamente recente que foi apelidado de yippie; Uma certa de "fusão" entre yuppie e hippie, entre busca de sucesso profissional (mas não de forma desmesurada) e meditação, incenso, consumo de artigos produzidos por hippies, tais como camisetas e bandanas (panos de cabeça), etc. Um fenômeno de comportamento apenas, e não uma ideologia. O termo yippie já era utilizado totalmente contrário na década de 60, e designava jovens hippies de extrema esquerda, e vinha de YIP (Youth International Party = Partido Internacional da Juventude) grupamento político-(contra)cultural.